# 拉格拉纳达
拉格拉纳达，是西班牙加泰罗尼亚巴塞罗那省的一个市镇。总面积6平方公里，总人口2055人（2013年），人口密度320人/平方公里。